# Giovanni Nencioni

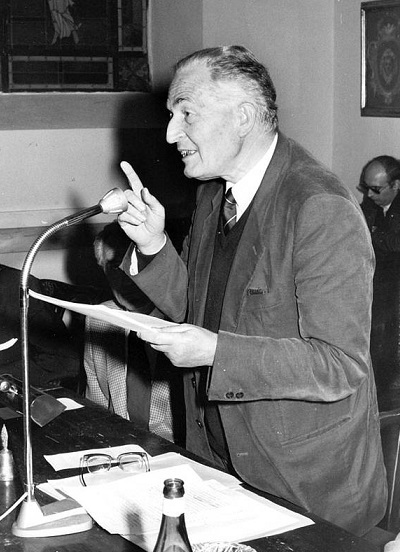
Necioni in Firenze (1970)

Giovanni Nencioni (* 11. September 1911 in Florenz; † 3. Mai 2008 ebenda) war ein italienischer Linguist und Romanist.

## Leben und Werk
Nencioni schloss 1932 in Florenz ein Jurastudium bei Piero Calamandrei (1889–1956) ab und wandte sich der Altphilologie zu. 1936 trat er ins Kultusministerium ein und erarbeitete sich im Kontakt mit Vittorio Bertoldi (1888–1953) die Sprachwissenschaft. 1944 übernahm er für zwei Jahre in Rom den sprachwissenschaftlichen Lehrstuhl von Antonino Pagliaro. Er wurde Ordinarius für Sprachwissenschaft in Bari (1950–1952) und für italienische Grammatik und Sprachgeschichte in Florenz (1952–1974), ab 1974 an der Scuola Normale Superiore von Pisa.
Ab 1955 war er Mitglied der Accademia della Crusca, von 1972 bis 2000 als Nachfolger von Giacomo Devoto ihr Präsident (Nachfolger: Francesco Sabatini). Daneben gehörte er der Accademia dei Lincei an. 1982 wurde er zum korrespondierenden Mitglied der Göttinger Akademie der Wissenschaften gewählt. 1990 gründete er die Zeitschrift La Crusca per voi.

## Schriften (Auswahl)
Aufsätze
- Innovazioni africane nel lessico latino. In: Studi italiani di filologia classica / N.S. Bd. 16 (1939), ISSN 0039-2987
- Fra grammatica e retorica. Un caso di polimorfia della lingua letteraria dal secolo 13. al 16. In: Atti dell Accademica Toscana di Scienze e Lettere „La Colombaria“. Florenz 1955.

Bücher
- L’intervento volontario litisconsorziale nel processo civile. Contributo ad una nuova sistematica dell’intervento (= Studi di diritto processuale. Band 1). CEDAM, Padua 1935.
- Idealismo e realismo nella scienza del linguaggio. SNS, Pisa 1989, ISBN 88-7642-019-3 (EA Florenz 1946).
- Ipponatte, Teil 1: Nell’ambiente culturale e linguistico dell’Anatolia occidentale. Adriatica Editrice, Bari 1950.
- mit Michele Barbi und Giorgio Pasquali: Per un grande vocabolario storico della lingua italiana. Sansoni Editrice, Florenz 1957.
- Lessicografia e letteratura italiana. Westdeutscher Verlag, Opladen 1980, ISBN 3-531-07240-4.
- Di scritto e parlato. Discorsi linguistici (= La parola letteraria. Band 6). Zanichelli, Bologna 1983.
- Tra grammatica e retorica. Da Dante a Pirandello (= Einaudi Paperbacks. Band 141). Einaudi, Turin 1983, ISBN 88-06-05530-5.
- Francesco De Sanctis e la questione della lingua. Bibliopolis, Neapel 1984, ISBN 88-7088-109-1.
- La lingua dei „Malavoglia“[2] e altri scritti di prosa, poesia e memoria. Morano, Neapel 1988.
- Saggi di lingua antica e moderna. Rosenberg & Sellier, Turin 1989, ISBN 88-7011-335-3.
- La lingua di Manzoni. Avviamento alle prose manzoniane (= Storia della lingua italiana. Band 9). Il mulino, Bologna 1993, ISBN 88-15-04173-7.
- Saggi e memorie (= Strumenti e testi. Band 7). SNS, Pisa 2000, ISBN 88-7642-098-3.